# Меліто-Ірпіно
Меліто-Ірпіно (італ. Melito Irpino) — муніципалітет в Італії, у регіоні Кампанія,  провінція Авелліно.
Меліто-Ірпіно розташоване на відстані близько 240 км на схід від Рима, 75 км на північний схід від Неаполя, 31 км на північний схід від Авелліно.
Населення — 1929 осіб (2014).
Щорічний фестиваль відбувається 1 вересня. Покровитель — Sant'Egidio.

## Демографія
Населення за роками:

Станом на 1 січня 2023 року в муніципалітеті офіційно проживали 22 іноземці з 10 країн, серед них 9 громадян країн Євросоюзу та 7 громадян України.

## Сусідні муніципалітети
- Апіче
- Аріано-Ірпіно
- Боніто
- Гроттамінарда